# Antanas Smetona
Antanas Smetona (født 10. august 1874 i Užulėnis, Litauen, død 9. januar 1944 i Cleveland, Ohio, USA) var en ledende litauisk politiker i det selvstændige Litauen i mellemkrigstiden mellem 1918 og 1940. Han var landets første præsident mellem 4. april 1919 og 19. juni 1920, og var landets præsident mellem 19. december 1926 og 15. juni 1940, hvor efter landet blev besat af Sovjetunionen. Han var også en af de mest kendte nationalistiske ideologer i Litauen.

## Biografi
Antanas Smetona blev født i landsbyen Užulėnis, i Taujėnai-distriktet af Ukmergė amt i Litauen (som da var en del af Kejserriget Rusland). Antanas Smetona gik først på grundskolen i Taujėnai, og efter at have bestået afgangseksamen fra Palanga før-gymnasium i 1893, indsendte han sin ansøgning til bispeseminaret i Kaunas, med håb om at blive katolsk præst. Forskellige omstændigheder ændrede disse planer, og han indmeldte sig på Jelgava Gymnasium i Letland. Her, sammen med Jonas Jablonskis, Vincas Kudirka og andre, blev han medlem af en hemmelig litauisk studenterorganisation. Organisationen var nationalistisk og anti-zarisk. I efteråret 1896 organiserede han en modstand af studenter mod den obligatoriske deltagelse af den russisk-ortodokse kirke, og blev bortvist fra gymnasiet, men fik tilladelse til at studere ved Gymnasium No. 9 i Skt. Petersburg. 
Efter sin afgangseksamen fra gymnasiet i 1897, tilmeldte Smetona sig fakultetet på universitetet i Skt. Petersburg. Her deltog han i aktiviteter i en hemmelig litauisk studentorganisation, og blev gjort til formand. Han blev involveret i udgivelsen og udbredelsen af litauiske bøger. Ved to anledninger blev han truet med bortvisning fra universitetet og oplevede at blive arresteret og fængslet for en kort periode. Efter sin universitetseksamen i 1902 arbejdede han ved landbrugsbanken i Vilnius. To år senere giftede han sig med Sofija Chodakauskaitė. 

### Tidlige aktiviteter
Allerede fra hans første dage i Vilnius blev Smetona involveret i forskellige litauiske nationalistiske gruppers aktiviteter, og blev medlem af Litauens demokratiske parti som blev repræsenteret i Vilnius' Stor-Seimas. Han blev senere valgt ind i partiets præsidium. Mellem 1904 og 1907 var han medlem af den litauiske avis Vilniaus Žinios (dansk: Vilnius Nyheder) stab, og mellem 1905 og 1906 udgav han avisen Lietuvos Ūkininkas (dansk: Den litauiske bonde).
I 1907 prøvede Smetona og fader Juozas Tumas på dristig vis at udgive avisen Viltis (håpet) og startede trykning og fordeling af den. I Viltis var Smetona fortaler for national enhed; han var også ansvarlig for at indrette selskabet Aušra (dansk: Daggry) for udgivelse af litauiske bøger, var medlem af Vilnius' litauiske gensidige forening for bistand, Litauens forening for lærde, uddannelseforeningerne Vilniaus aušra (dansk: Vilnius' daggry) og Rytas (dansk: Morgenen), kunstforeningen Rūta og mange andre. Han underviste også i litauisk sprog på skoler i Vilnius. I 1914 begyndte han at udgive avisen Vairas (dansk: Roret), som blev udgivet hver fjortende dag.

### Politisk karriere
Under 1. verdenskrig var han den første viceformand og senere formand for Centralkomiteen for Litauens hjælpeorganisation, som hjalp ofrene for krigen. I sommeren 1916 præsenterede Antanas Smetona, sammen med andre litauere fra Vilnius, et memorandum til den tyske øverstkommanderende på østfronten, hvor man krævede retten for den litauiske nation til at have en egen stat.  
Den 6. september 1917 startede han trykningen af avisen Lietuvos Aidas (dansk: Litauens ekko) og arbejdede som avisens udgiver og chefredaktør. I avisens første udgave skrev Smetona at det vigtigste mål for den litauiske nation var genoprettelsen af en selvstændig litauisk stat.
Mellem den 18. og 22. september 1917 deltog han i den litauiske konference i Vilnius, og blev valgt som formand (1917-1919) for Det litauiske nationalråd (senere Statens Nationalråd). Den 16. februar 1918 underskrev Antanas Smetona Litauens uafhængighedserklæring.
Mellem december 1918 og marts 1919 levede han overvejende i Tyskland og i Skandinavien, hvor han virkede for at skaffe lån til Litauens selvstændighedskamp. Den 4. april 1919 valgte nationalrådet Smetona som landets første præsident. Denne post beholdt han i et år, indtil parlamentet valgte Aleksandras Stulginskis til præsident 19. april 1920. Smetona blev ikke genvalgt til Seimas (parlamentet), og mellem 1921 og 1924 var han redaktør for flere aviser, herunder Lietuvos balsas (dansk: Litauens stemme), Lietuviškas balsas (dansk: Litauernes stemme) og Vairas.
Efter Klaipėdaopstanden i januar 1923 i det tidligere tyske territorium Memelland, som var blevet separeret fra Tyskland, blev han udnævnt til kommissær for området 20. februar, men på grund af uenighed med statsminister Ernestas Galvanauskas trak han sig fra posten.
I november 1923 blev Smetona fængslet i nogle dage af myndighederne som følge af udgivelsen af en artikel skrevet af Augustinas Voldemaras i Vairas. Mellem 1923 og 1927 var han assisterende professor på Litauens Universitet – først som leder for kunstteori og historie, og senere for afdelingen for filosofi. Han holdt foredrag om etik, antik filosofi og holdt foredrag om litauisk lingvistik. Han blev en højtstående forelæser på universitetet i Vilnius i 1926. I 1932 blev han tildelt den filosofiske doktorgrad på Vytautas Magnus Universitet.
Smetona deltog i Lietuvos Šaulių Sąjunga, som havde startet Klaipėdaopstanden, som gjorde ham endnu mere omtalt. Han blev flere gange valgt til ledelsen af organisationen.
Mellem 1924 og 1940 var han næstformand for styret af Den internationale bank og medlem af flere foreninger.

### Autoritær præsident
Uddybende artikel: Kuppet i Litauen i 1926
Antanas Smetona var en af lederne bag kuppet den 17. december 1926, som fjernede præsident Kazys Grinius fra magten, og Smetona blev atter præsident den 19. december samme år (to andre bestyrede embedet for en kort periode under kuppet før Smetona formelt accepterede præsidentembedet). 
Han udnævnte Augustinas Voldemaras til statsminister. Et år senere opløste han parlamentet, og den 15. maj 1928, med tilslutning fra regeringen, indførte han en ny grundlov, som blandt andet omfattede øget magt til præsidenten. I 1929 fjernede han Voldemaras fra magten og blev et autoritært statsoverhoved. Han blev genvalgt som præsident i 1931 og 1938, og forblev i embedet indtil den 15. juni 1940.

### Den politiske situation i 1938-40
I 1938 begyndte forholdet mellem Litauen og nabolandene at forværres. Den 11. marts skød den litauiske grænsevagt Justas Lukoševičius den polske soldat Stanisław Serafin på demarkationslinjen mellem Polen og Litauen ved landsbyen Trasninkai nær Merkinė. Polen følte sig truet af tyskernes ekspansionspolitik efter at tyskerne havde annekteret Østrig (Anschluss) den 12. marts 1938. Som følge af grænseepisoden ville polakkerne sikre deres nordlige grænse, og den 17. marts forelagde Polen et ultimatum om at Litauen skulle genåbne diplomatisk forbindelse med Polen, hvilket Litauen havde indstillet efter polakkernes annektering af Vilnius-regionen i 1920. Litauen, som var underlegen militært og uden allierede på sin side, foretrak en fredelig løsning på problemet og accepterede ultimatummet den 19. marts.
Det var heller ingen hemmelighed at tyskerne havde interesser i Klaipėda-området, hvor der boede en stor tysk befolkning. Tyskerne havde  under den polsk-litauiske krise i marts 1938 erklæret at hvis der skulle udbryde krig mellem Polen og Litauen, ville tyske tropper rykke ind i Klaipėda og okkupere et større stykke af det vestlige Litauen. Blot en uge efter at Litauen havde accepteret det polske ultimatum, krævede tyskerne i et elleve-punkts memorandum at Litauen skulle give mere indflydelse og flere rettigheder til tyskerne i Klaipėda og frasige sig noget af magten i området.
Den 20. marts 1939 mødte Litauens udenrigsminister, Juozas Urbšys, Ribbentrop i Berlin for at få svar på om rygterne om tyske planer om at okkupere Klaipėda var sande. Ribbentrop krævede med trusler om brug af militær magt at Litauen skulle overgive Klaipėda til tyskerne . Da vestmagterne og Sovjetunionen ikke var villige til at støtte Litauen, blev dette tvunget til at overdrage Klaipėda den 22. marts. Tyskernes indflydelsessfære blev også understreget ved underskrivelsen af Molotov-Ribbentrop-pagten mellem Tyskland og Sovjetunionen. Tyskerne foreslog til og med en militær alliance mod Polen og lovede at returnere Vilnius-regionen (som var blevet okkuperet og annekteret af Polen i 1920), men Litauen fortsatte sin strenge neutralitetspolitik, hvilket førte til at Litauen blev overført til russernes indflydelsessfære som følge af underskrivelsen af den tysk-russiske grænse- og venskabsaftale den 28. september 1939.
Den 25. september 1939 begyndte russiske fly at demonstrere over alle de tre baltiske lande. Samme dag fremlagde russerne et ultimatum om at landene undertegne en såkaldt fælles forsvars- og assistancepagt, hvilken indebar at de skulle tillade russerne at oprette militærbaser og stationere tropper på deres territorium. Estland undertegnede aftalen den 28. september, Letland undertegnede aftalen den 5. oktober 1939 og Litauen den 10. oktober 1939. Aftalen tillod russerne at oprette militærbaser på de baltiske landenes territorium, og derefter fulgte stationeringen af 25.000 sovjetiske soldater i Estland, 30.000 i Letland og 20.000 i Litauen fra oktober 1939.
Den 28. oktober 1939 rykkede litauiske tropper ind i Vilnius, som Sovjetunionen havde overladt til Litauen som følge af den fælles forsvars- og assistancepagt mellem de baltiske lande og Sovjetunionen.

### Eksil
Efter at Sovjetunionen anklagede de baltiske stater for at have konspireret imod Sovjetunionen og fremlagde et ultimatum om at Estland, Letland og Litauen skulle indsætte regeringer loyale over for Sovjetunionen, foreslog Smetona at man skulle optage kampen mod russerne. Majoriteten af regeringen og hæren var ikke enige med ham, og Smetona overlod sine pligter som præsident til statsminister Antanas Merkys. Den 15. juni 1940 rejste han med sin familie til Tyskland og derefter til Schweiz. Samme dag invaderede Sovjetunion Litauen som følge af Molotov-Ribbentrop-pagtens hemmelige tillægsprotokol. Næste dag kundgjorde Antanas Merkys over radioen, at han havde fjernet Smetona fra magten, og at han havde overtaget posten som præsident. Den 17. juni 1940 blev Merkys arresteret af russerne. 
I 1941 emigrerede Smetona til USA og boede i Pittsburgh og Chicago, inden han bosatte sig i Cleveland, Ohio i maj 1942 med sin søn Julius' familie. I eksil arbejdede han med Litauens historie og sine memoirer. Smetona døde ved en brand i sin søns hus i Cleveland den 9. januar 1944, og blev der efter begravet der. Hans kone Sofija døde i Cleveland den 28. december 1968. De havde også en datter med navn Birutė. I 1975 blev hans jordiske rester flyttet fra Knollwood Cemetery i Cleveland til All Souls Cemetery i Chardon, Ohio.